# Cerodontha sasakawai
Cerodontha sasakawai este o specie de muște din genul Cerodontha, familia Agromyzidae, descrisă de Zlobin în anul 1984. Conform Catalogue of Life specia Cerodontha sasakawai nu are subspecii cunoscute.